# Les Derniers Salopards
Albums de Maes
Pure
(2018) Réelle vie 3.0
(2021)
Les Derniers Salopards est le second album studio du rappeur Maes, sorti le 17 janvier 2020.

## Historique
L'album est composé de 14 titres dont trois featurings avec Booba, Jul et Ninho, respectivement sur les titres Blanche, Dybala et Distant, tous trois certifiés single de diamant,,.
Les morceaux bonus Radio et OCB sont ajoutés à l'album de manière aléatoire lors de sa précommande.
L'album devient disque d'or en 11 jours puis disque de platine en un mois. À l'occasion de cette dernière certification, Maes ajoute trois titres bonus à son album : Prioritaire, Menotté et Neb Nedal. L'album est certifié double disque de platine en juillet 2020 , triple disque de platine en mai 2021 puis disque de diamant en mai 2025.
Les Derniers Salopards est le troisième album le plus vendu en France en 2020 toutes catégories confondues, derrière VersuS de Vitaa et Slimane et M.I.L.S 3.0 de Ninho.

## Liste des pistes
| Édition standard | Édition standard      | Édition standard                         | Édition standard | Édition standard | Édition standard | Édition standard | Édition standard | Édition standard | Édition standard |
| No               | Titre                 | Producteur(s)                            | Durée            |                  |                  |                  |                  |                  |                  |
| ---------------- | --------------------- | ---------------------------------------- | ---------------- | ---------------- | ---------------- | ---------------- | ---------------- | ---------------- | ---------------- |
| 1.               | Dragovic              | Hitxchi                                  | 2:50             |                  |                  |                  |                  |                  |                  |
| 2.               | Street                | Susanoô, Big Dada                        | 3:04             |                  |                  |                  |                  |                  |                  |
| 3.               | Elvira                | Yann Dakta, Rednose                      | 4:04             |                  |                  |                  |                  |                  |                  |
| 4.               | Mémoire               | Bersa                                    | 3:21             |                  |                  |                  |                  |                  |                  |
| 5.               | Blanche (feat. Booba) | Gérald, Unprediktable, Denza             | 3:13             |                  |                  |                  |                  |                  |                  |
| 6.               | Les gens disent       | DST The Danger, Denza, Wladimir Pariente | 2:36             |                  |                  |                  |                  |                  |                  |
| 7.               | À côté de moi         | Drama State                              | 3:28             |                  |                  |                  |                  |                  |                  |
| 8.               | Distant (feat. Ninho) | HoloMobb, Boumidjal                      | 2:42             |                  |                  |                  |                  |                  |                  |
| 9.               | Police                | Big Dada, Susanoô, Saydiq                | 3:42             |                  |                  |                  |                  |                  |                  |
| 10.              | Chromé                | Bersa                                    | 3:11             |                  |                  |                  |                  |                  |                  |
| 11.              | Dybala (feat. Jul)    | Trent 700, Chady                         | 3:31             |                  |                  |                  |                  |                  |                  |
| 12.              | Marco Polo            | Trackstorm, Julio Masidi                 | 2:28             |                  |                  |                  |                  |                  |                  |
| 13.              | Étoile                | Noxious, Junior Alaprod                  | 3:03             |                  |                  |                  |                  |                  |                  |
| 14.              | Imparfait             | Kyu Steed, Chapo, Heizenberg             | 2:40             |                  |                  |                  |                  |                  |                  |
| 43:53            |                       |                                          |                  |                  |                  |                  |                  |                  |                  |

| Extension | Extension   | Extension      | Extension | Extension | Extension | Extension | Extension | Extension | Extension |
| No        | Titre       | Producteur(s)  | Durée     |           |           |           |           |           |           |
| --------- | ----------- | -------------- | --------- | --------- | --------- | --------- | --------- | --------- | --------- |
| 15.       | Prioritaire | Bersa          | 3:34      |           |           |           |           |           |           |
| 16.       | Menotté     | Bersa          | 2:26      |           |           |           |           |           |           |
| 17.       | Neb Nedal   | Junior Alaprod | 2:43      |           |           |           |           |           |           |
| 52:36     |             |                |           |           |           |           |           |           |           |

## Clips vidéos
- Street : 31 octobre 2019
- Distant (avec Ninho) : 10 janvier 2020
- Blanche (avec Booba) : 5 mars 2020
- Dragovic : 23 avril 2020
- Dybala (avec Jul) : 23 juin 2020

## Titres certifiés
Tous les titres de la version standard sont certifiés 
- Dragovic  Diamant[11]
- Street  Diamant[12]
- Elvira  Or[13]
- Mémoire  Or[14]
- Blanche (avec Booba) Diamant[15]
- Les gens disent  Or[16]
- A côté de moi  Or[17]
- Distant (avec Ninho) Diamant[18]
- Police  Or[19]
- Chromé  Or[20]
- Dybala (avec Jul)  Diamant[21]
- Marco Polo  Or [22]
- Étoile  Or[23]
- Imparfait  Platine[24]

Extensions :
- Prioritaire  Or[25]

## Classements et certifications

### Classements hebdomadaires
| Classements (2022)           | Meilleure position |
| ---------------------------- | ------------------ |
| France (SNEP)                | 1                  |
| Belgique (Wallonie Ultratop) | 1                  |
| Belgique (Flandre Ultratop)  | 12                 |
| Suisse (Schweizer Hitparade) | 2                  |
| Suisse (Charts Romandie)     | 2                  |

### Ventes et certifications
| Région        | Certification | Ventes/Streams |
| ------------- | ------------- | -------------- |
| France (SNEP) | Diamant       | 500 000        |